# Безне
Безне́ (фр. Bézenet, окс. Besenet) — коммуна во Франции, находится в регионе Овернь. Департамент коммуны — Алье. Входит в состав кантона Монмаро. Округ коммуны — Монлюсон.
Код INSEE коммуны — 03027.

## Население
Население коммуны на 2008 год составляло 962 человека.
| 1962 | 1968 | 1975 | 1982 | 1990 | 1999 | 2008 |
| ---- | ---- | ---- | ---- | ---- | ---- | ---- |
| 896  | 973  | 1009 | 1005 | 922  | 953  | 962  |

## Экономика
В 2007 году среди 587 человек в трудоспособном возрасте (15—64 лет) 382 были экономически активными, 205 — неактивными (показатель активности — 65,1 %, в 1999 году было 59,0 %). Из 382 активных работали 337 человек (194 мужчины и 143 женщины), безработных было 45 (17 мужчин и 28 женщин). Среди 205 неактивных 24 человека были учениками или студентами, 76 — пенсионерами, 105 были неактивными по другим причинам.

## Достопримечательности
- Церковь Сен-Барб XIX века в неороманском стиле
- Замок Ле-Пюи-Шатонен XV-XVI веков